# Mannenmarathon van Tokio 1983
De Mannenmarathon van Tokio 1983 werd gelopen op zondag 13 februari 1983. Het was de vierde editie van de Tokyo International Marathon. Aan deze wedstrijd mochten alleen mannelijke elitelopers deelnemen. De Japanner Toshihiko Seko kwam als eerste over de streep in 2:08.38.

## Uitslagen
| rang   | naam                 | land | tijd    |
| ------ | -------------------- | ---- | ------- |
| Goud   | Toshihiko Seko       | JPN  | 2:08.38 |
| Zilver | Takeshi So           | JPN  | 2:08.55 |
| Brons  | Rodolfo Gómez        | MEX  | 2:09.12 |
| 4      | Dereje Nedi          | ETH  | 2:10.39 |
| 5      | Juma Ikangaa         | TAN  | 2:10.54 |
| 6      | Kebede Balcha        | ETH  | 2:12.07 |
| 7      | Waldemar Cierpinski  | GER  | 2:12.40 |
| 8      | Hans-Joachim Truppel | GER  | 2:12.41 |
| 9      | Ralf Salzmann        | GER  | 2:12.57 |
| 10     | Shigeru So           | JPN  | 2:13.18 |
| 11     | Ryszard Marczak      | POL  | 2:13.50 |
| 12     | Jürgen Eberding      | GER  | 2:14.12 |
| 13     | Tommy Persson        | SWE  | 2:15.12 |
| 14     | Kjell-Erik Ståhl     | SWE  | 2:15.14 |
| 15     | Hideki Yamaoka       | JPN  | 2:16.30 |
| 16     | Yasushi Sakaguchi    | JPN  | 2:17.07 |
| 17     | Michael Heilmann     | GER  | 2:17.22 |
| 18     | Cor Vriend           | NED  | 2:17.25 |
| 19     | Tetsuji Iwase        | JPN  | 2:18.43 |
| 20     | Ryoichi Tanigawa     | JPN  | 2:19.06 |
| 21     | Masaya Takahashi     | JPN  | 2:19.32 |
| 22     | Keiichi Shimokugaki  | JPN  | 2:20.37 |
| 24     | Nobuharu Sato        | JPN  | 2:20.49 |
| 25     | Hiromasa Otsuru      | JPN  | 2:21.25 |

Tokyo International Marathon (alleen mannen)

1981 · 1982 · 1983 · 1984 · 1985 · 1986 · 1987 · 1988 · 1989 · 1990 · 1991 · 1992 · 1993 · 1994 · 1995 · 1996 · 1997 · 1998 · 1999 · 2000 · 2001 · 2002 · 2003 · 2004 · 2005 · 2006

Tokyo International Women's Marathon (alleen vrouwen)

1979 · 1980 · 1981 · 1982 · 1983 · 1984 · 1985 · 1986 · 1987 · 1988 · 1989 · 1990 · 1991 · 1992 · 1993 · 1994 · 1995 · 1996 · 1997 · 1998 · 1999 · 2000 · 2001 · 2002 · 2003 · 2004 · 2005 · 2006 · 2007 · 2008

Tokyo Marathon (beide)

2007 · 2008 · 2009 · 2010 · 2011 · 2012 · 2013 · 2014 · 2015 · 2016 · 2017 · 2018 · 2019 · 2020 · 2021 · 2022 · 2023 · 2024